# Chris Smith, Baron Smith of Finsbury

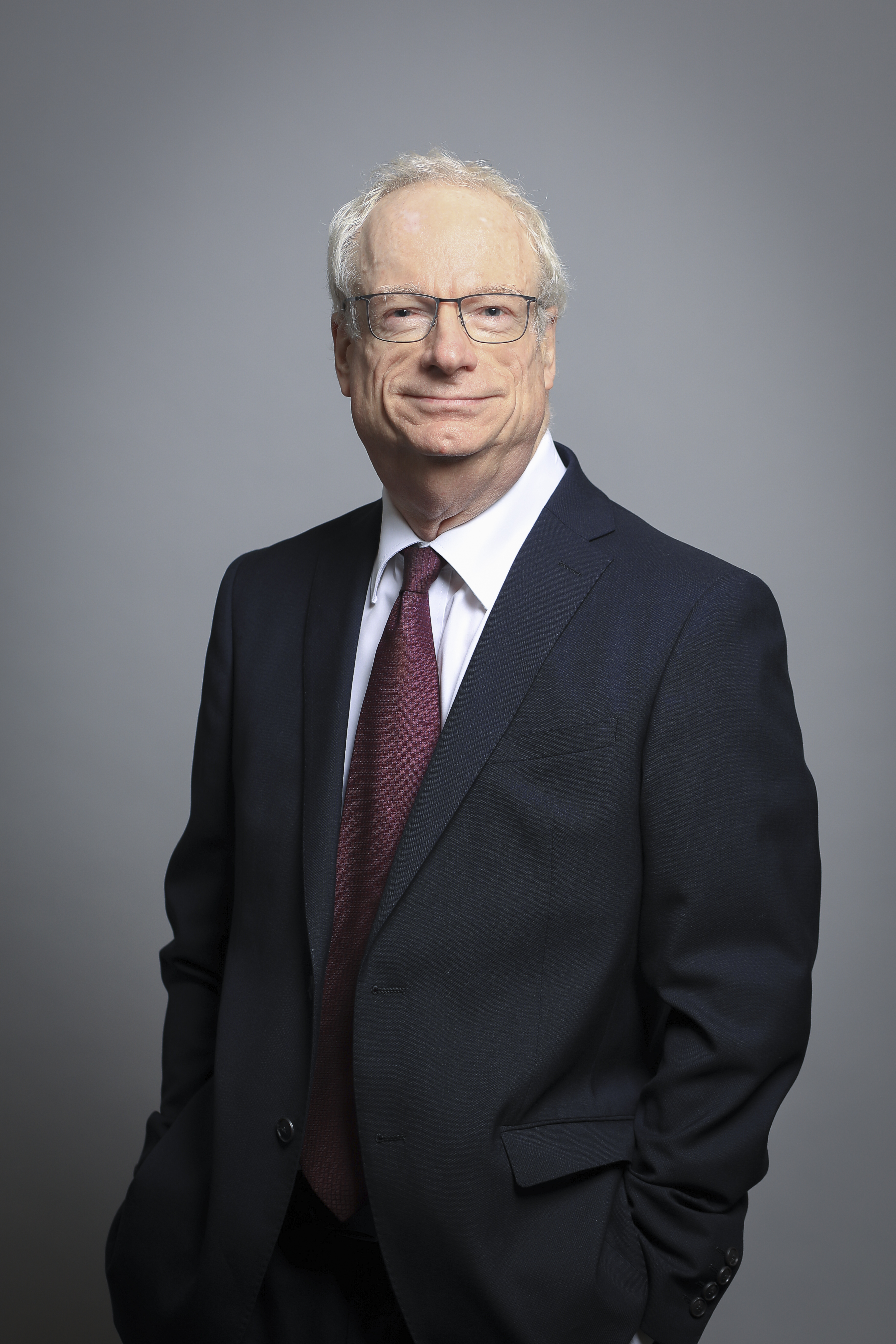
Chris Smith, Baron Smith of Finsbury

Chris Smith, Baron Smith of Finsbury PC (* 24. Juli 1951 in Barnet, England) ist ein britischer Politiker der Labour Party, als Life Peer Mitglied des House of Lords und ehemaliger Abgeordneter im britischen Parlament sowie ehemaliges Mitglied des britischen Kabinetts.
Smith wurde in Barnet geboren. Nach dem Besuch des George Watson’s College in Edinburgh studierte er Englisch am Pembroke College in Cambridge. Er war Präsident der Cambridge Union Society. Nach Studienende wurde er politisch tätig, gewann bei den Unterhauswahlen 1983 und zog als Abgeordneter für Islington South & Finsbury in das Parlament ein. 1984 hatte Smith sein öffentliches Coming Out als Abgeordneter.
Smith wurde ab 1986 Whip im Unterhaus und war von 1987 bis 1992 Schattenminister für Finanzen der Labour Party. 1997 wurde er in Tony Blairs Kabinett als Minister für Kultur, Medien und Sport berufen. Nach der Unterhauswahl 2001 wurde er als Minister von der innerparteilichen Konkurrentin Tessa Jowell abgelöst und verblieb als einfacher Abgeordneter im Unterhaus. Nach der Wahl 2005 schied Smith aus dem Unterhaus aus. Am 22. Juni 2005 wurde er zum Life Peer als Baron Smith of Finsbury, of Finsbury in the London Borough of Islington, ernannt.
Nach dem Ende seiner politischen Laufbahn wurde er Direktor des Clore Leadership Programm im Kultursektor. Er ist im Vorstand des Royal National Theatre und Vorsitzender des Wordsworth Trust. Im November 2006 wurde er zum Vorsitzenden der Werbeaufsichtsorganisation Advertising Standards Authority gewählt (bis 2009). Von 2015 bis 2025 war Smith Leiter (Master) des Pembroke College in Cambridge. Im Jahr 2025 wurde er für 10 Jahre zum Kanzler der Universität Cambridge gewählt.
Im November 2010 wurde er von seinem Heimatbezirk Islington mit dem Freedom of the Borough ausgezeichnet, der höchsten Ehrung, die der Bezirk vergeben kann.
In seiner Freizeit ist Smith begeisterter Bergsteiger. Am 27. Mai 1989 gelang es ihm als erstem Mitglied des britischen Parlaments, die Besteigung aller damals 283 schottischen Munros erfolgreich abzuschließen.